# Hotel National (Wien)

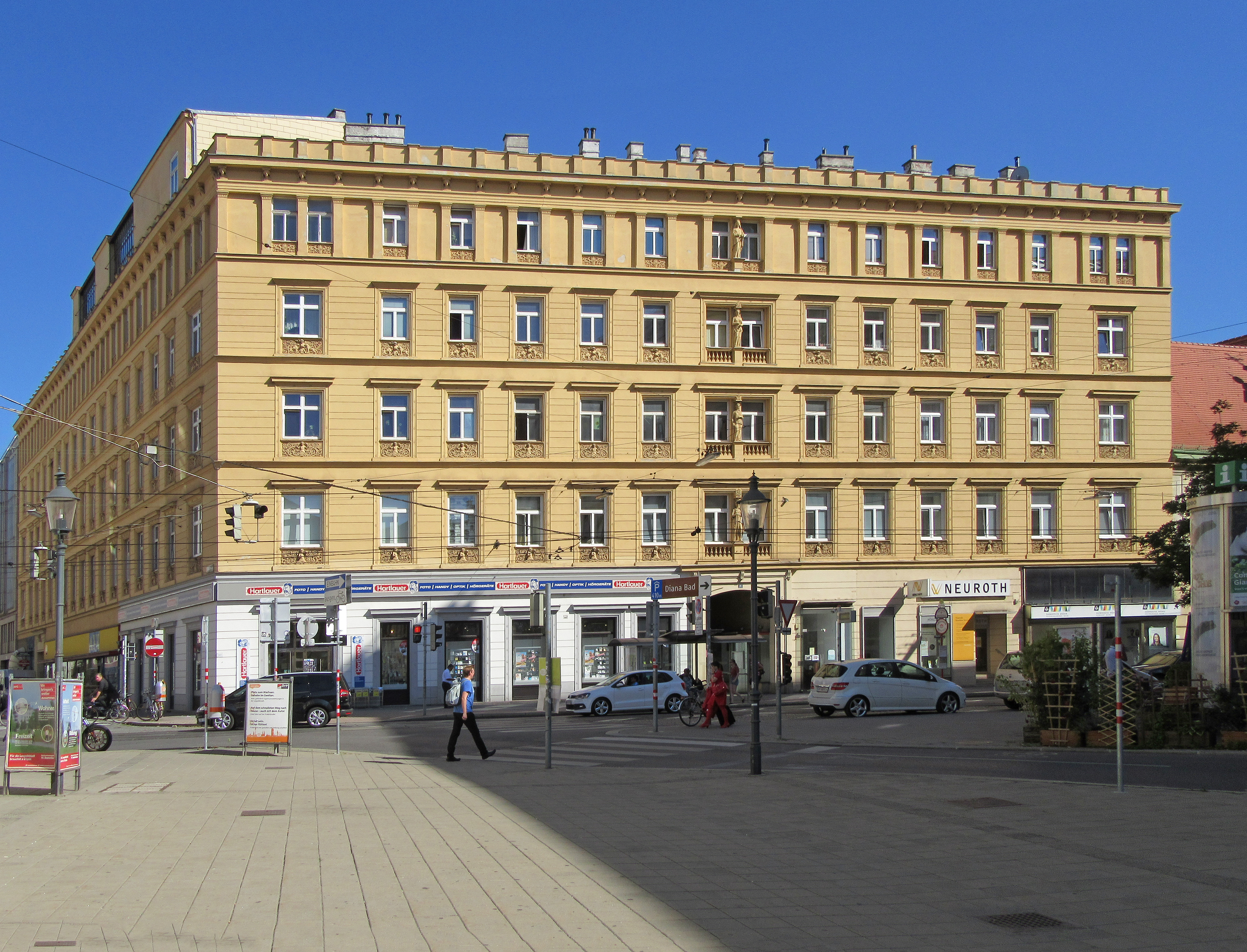
Das ehemalige Hotel National in der Taborstraße 18

Das ehemalige Hotel National ist ein Eckhaus in der Taborstraße 18 und Schmelzgasse 2 im 2. Wiener Gemeindebezirk Leopoldstadt. Das Gebäude wird als fünfgeschoßiges Miethaus genutzt. An seiner Stelle stand schon 1678 das Haus „Zum goldenen Ochsen“ mit einem Wirtslokal. Dieses Haus wurde 1839 an Rosalia Klier verkauft und 1847 abgerissen. Das 1848 errichtete Gebäude ist ein wenig bekanntes Werk der Architekten Ludwig Förster und Theophil Hansen mit figuralem Schmuck in den Parapeten und Karyatiden in der Mittelachse. Das ehemalige Hotel National war mit Zentralheizung sowie seinem halbrunden Innenhof einer der luxuriösesten Bauten seiner Zeit. Zu den Hauptattraktionen des Hauses gehörte ein Dachgarten mit Aussichtsterrasse.
2009 wurde das ehemalige Hotel National an das nebenan befindliche Spital der Barmherzigen Brüder verkauft. Gerüchte um einen möglichen Abriss brachten das Gebäude, das unter Ensembleschutz steht, in die Schlagzeilen.
Das vom Künstler Sebestyén Fiumei entworfene Taborstraße-Straßenschild auf Jiddisch, das heute am Haus Taborstraße 5 angebracht ist, war im Sommer 2017 für kurze Zeit hier montiert.